# 槍下遊魂2 生化危機 聖女密碼
《枪下游魂2 生化危机 代号：维罗妮卡》是一款基于《生化危機 聖女密碼》的光枪射击游戏，玩家可以选择扮演“克莱尔”或“史蒂夫”，最终目标是逃离洛克福特岛。街机版于2001年7月推出（万代南梦宫游乐发行），PlayStation 2版于2001年11月8日发行。

## 街机模式
- 在街机版中可以两个人一起玩，但在本作中，第二个角色是由AI操作的，所以不能两个人一起玩。
- 没有角色对话，但你可以从字幕中猜出他们在说什么。受到伤害时的声音和游戏结束时的尖叫声都会被记录下来。
- 有时间限制，之后同样出现在《生化危机3 最终逃脱》中的追踪者（作品中简称为“实验对象”）将会出现。它四处游荡寻找玩家。这个追击者是无敌的，攻击完全无效，它的所有攻击都是一击必杀。另外，如果你和追击者在同一个房间里长时间没有受到攻击，游戏就会结束。请注意，即使在开门/关门等过场动画中，倒计时也会继续。
- 除了拥有无限子弹的手枪外，只能获得一种其他类型的武器。此外，如果您在持有武器的同时获得了另一件武器，则原始武器将丢失。
- 故事以两人安全逃离罗克福特岛而告终，该游戏的主线与系列主线没有任何联系（游戏中有做梦或幻觉假想的描述）。
- 游戏最后的场景是洛克福特岛，但也出现了应该在南极基地的房间。
- 有1～5关，5以外的关卡可以通过获取地图上的钥匙进入BOSS房间。此外，BOSS战期间的时间限制将被取消。第一关的BOSS是“黑寡妇（大蜘蛛）”。第二关的BOSS是“猎杀者II（清扫者）”。第三关的BOSS是“Nosferatu”。第四关的BOSS是“Alexia 第一形态”。最后一个BOSS是“暴君（T-078型）”，但如果满足一定条件，就是暴君之后跟追击者的一场战斗，只能在这场战斗中使用火箭发射器。

## 地牢模式
- PS2版原创模式，通关一次街机模式解锁。
- 用户完成为每个阶段设定的任务后会出现新任务，如当任务1完成后，任务2会出现。
- 有两个角色可供选择，“克莱尔”和“史蒂夫”，但如果满足某些条件，则会添加“克里斯”和“罗德里戈”。
- 与街机模式一样，存在时间限制，但在开门和关门的演示场景中，时间不会流逝。当时间达到零时，游戏立即结束。
- 共有三个阶段：「時鐘塔（Clock Tower）」「地下（Underground）」「地獄（Inferno）」。
- 没有复活，当HP为0时游戏结束。
- 包括手枪在内的武器都不是无限弹药的，可以通过拾取关卡中掉落的物品或击败敌人来获得。
- 与街机模式不同的是，你最多可以拥有 4 把武器，但你只能在每关的任务 1 中获得额外背包，当获得它们后最多可以拥有 6 把武器。一旦获得扩大的背包将在后续任务中持续存在。
- 满足一定条件，可以获得无限火箭发射器。

## VS 蟑螂模式
- 在PS2版原创模式中，在地牢模式中通关「時鐘塔（Clock Tower）」任务1时出现。
- 该模式是打败粘满墙壁的大蟑螂的模式。存在於第1至5关，巨蛾从第4关开始出现。
- 有两个角色，克蕾兒和史蒂夫。
- 所有武器都是无限弹药。